# Entlötlitze

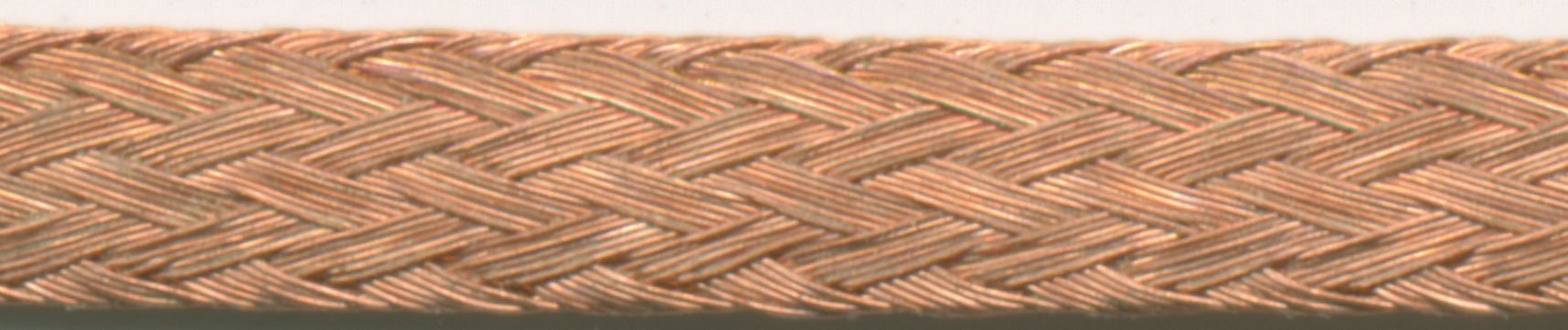
Nahaufnahme des Geflechts einer Entlötlitze

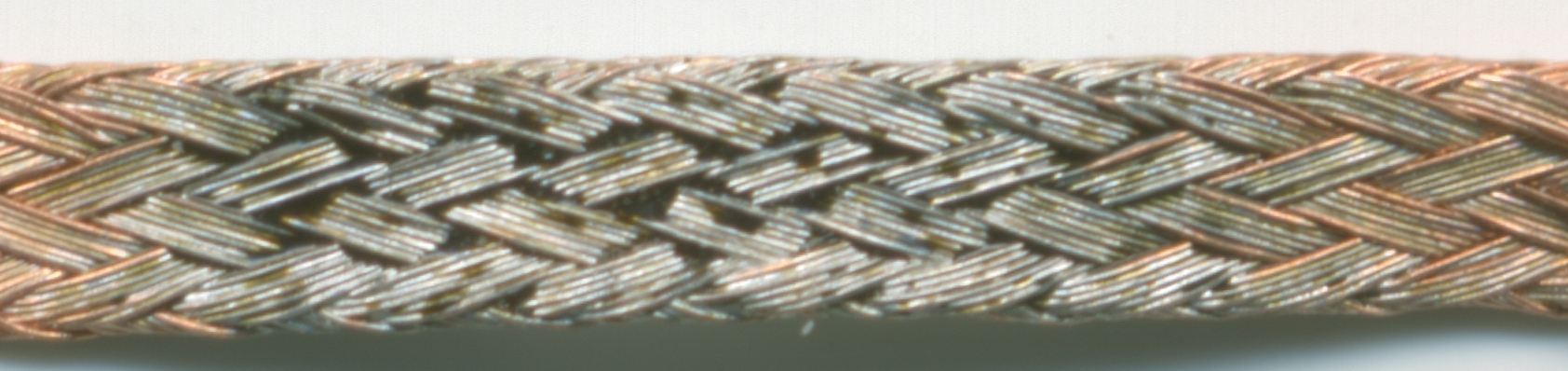
Eine Entlötlitze nach der Aufnahme von Zinn (Die schwarzen Flecken sind Flussmittelreste)

Entlötlitze ist ein Hilfsmittel zum Lösen von Lötstellen in der Elektronik.
Es handelt sich um ein typischerweise zwischen 0,5 und 5 mm breites Band aus geflochtenen Kupferdrähten, das zur Verbesserung der Kapillarwirkung in Flussmittel getränkt wurde. Zum Entlöten wird es auf die Lötstelle gehalten und anschließend von einem Lötkolben gemeinsam mit dem Lötzinn der Lötstelle erhitzt. Das geschmolzene Zinn wird durch die Kapillarwirkung der geflochtenen Litze aufgenommen und so von der Lötstelle entfernt. Ohne das bindende Lötzinn kann das Bauelement nun leicht von der Leiterplatte entfernt werden.
Ein weiteres Werkzeug zum Entlöten ist die Entlötpumpe. Hier wird das flüssige Zinn durch Unterdruck abgesaugt.